# Eilema replana
Eilema replana là một loài bướm đêm thuộc phân họ Arctiinae, họ Erebidae.